# Gabor Acs
 (avril 2014).
Gabor Acs (né en 1926 à Budapest) est un architecte hongrois, qui travailla aux États-Unis et en Italie et fut membre de l'Ordre des architectes à Paris et à Rome.

## Biographie
Gabor Acs s'inscrivit à la Faculté d'architecture-ingénierie de l'Université polytechnique de Budapest, où il obtient son diplôme en 1948. Avec l'arrivée des Forces Soviétiques, le père décida de partir pour l'Italie avec sa famille et s'installa à Rome. 
Gabor déménagea ensuite à Milan afin d'obtenir en 1953 le diplôme d'architecture de l'École polytechnique de Milan. Le diplôme obtenu il décida de partir aux États-Unis avant de revenir en Italie. Gabor Acs vit actuellement à Rome avec son épouse Armelle.

### La période des U.S.A.
Après une certaine expérience de la conception architecturale, Gabor, en 1956, est associé à l'étude Ieoh Ming Pei, Henry Cobb, à New York. De 1956 à 1962, en association avec Pei il réalise la conception de bâtiments résidentiels à New York, Philadelphie et Pittsburgh ainsi que d'autres projets de planification urbaine, y compris le Plan d'urbanisme de Cleveland (Ohio).

### La période de l'Italie
Ensuite, il transfère son entreprise à Rome. À partir de 1963, depuis son bureau de la Piazza Navona il assure la gestion de projets pour l'Algérie, l'Arabie saoudite, Canada, France, Guinée, Iran, Italie, Kenya, Libye, Mexique, Monaco, Nigéria, Venezuela et Zaïre. 

### Quelques réalisations
- 1963, Port-Royal tour résidentielle à Montréal (Canada) et business center, Place Victoria, en collaboration avec Luigi Moretti et Pier Luigi Nervi).
- 1964, construction des bureaux et une galerie la négociation sur les Champs-Élysées; Immeuble Pan Am, Paris.
- 1966, 5 tours résidentielles dans la ville de Mexico.
- 1967, siège de la Croix-Rouge française et du magazine L'Expansion, rue de Berry, Paris.
- 1968, la construction résidentielle Villa Sperlinga, Palerme.
- 1969, hôtel et tour résidentielle Mirabeau à Monaco; siège de la société Toyota à Djeddah (Arabie saoudite).
- 1979, trois tours de bureaux et place piétonne du complexe Fiera District de Bologne, en collaboration avec Kenzo Tange.
- 1980, Centre National de la Défense Civile, Rome.